# Oreneta de carpó gris
L'oreneta de carpó gris (Pseudhirundo griseopyga) és una espècie d'ocell de la família dels hirundínids (Hirundinidae) i únic membre del gènere Pseudhirundo. Es troba a bona part de l'Àfrica subsahariana. El seu hàbitat natural principal són la sabana seca, els herbassars tropicals i subtropicals (secs o inundables), els cursos d'aigua i les zones humides. També frequenta les terres llaurades i els jardjns rurals. El seu estat de conservació es considera de risc mínim.